# Annika Mombauer
Annika Mombauer est une historienne britannique née en 1967.
Annika Mombauer est connue pour son œuvre sur le général Helmuth Johannes Ludwig von Moltke.

## Œuvres
- Helmuth von Moltke and the Origins of the First World War. Cambridge University Press, 2001.
- The Origins of the First World War: Controversies and Consensus. Longman, 2002.